# Ataque de interceptación
El ataque de interceptación, ataque de sniffing o ataque de sniffer, en el contexto de la seguridad de la red, corresponde al robo o interceptación de datos mediante la captura del tráfico de la red utilizando un sniffer de paquetes (una aplicación destinada a capturar paquetes de red). Cuando se transmiten datos a través de las redes, si los paquetes de datos no están encriptados, los datos dentro del paquete de red pueden ser leídos utilizando un sniffer. Utilizando una aplicación de sniffer, un atacante puede analizar la red y obtener información para eventualmente causar que la red se caiga o se corrompa, o leer las comunicaciones que se producen a través de dicha red.

## General
Los ataques de sniffing pueden compararse con la intervención de los cables telefónicos y el conocimiento de la conversación, y por esta razón, también se conoce como intervención telefónica aplicada a las redes informáticas. Mediante el uso de herramientas de sniffing, los atacantes pueden obtener información sensible de una red, incluyendo el tráfico de correo electrónico (tráfico SMTP, POP, IMAP), tráfico web (HTTP), tráfico FTP (autenticación Telnet, contraseñas FTP, SMB, NFS) y mucho más. El sniffer de paquetes suele interceptar los datos de la red sin realizar ninguna modificación en los paquetes de la misma. Los sniffers de paquetes solo pueden observar, mostrar y registrar el tráfico, y el atacante puede acceder a esta información.

## Prevención
Para evitar que las redes sufran ataques de sniffing, las organizaciones y los usuarios individuales deben mantenerse alejados de las aplicaciones que utilizan protocolos inseguros, como la autenticación básica HTTP, el Protocolo de Transferencia de Archivos (FTP) y Telnet. En su lugar, deberían preferirse protocolos seguros como HTTPS, Protocolo de Transferencia de Archivos Seguro (SFTP) y Secure Shell (SSH). En caso de que sea necesario utilizar algún protocolo inseguro en alguna aplicación, toda la transmisión de datos debe estar encriptada. Si es necesario, se puede utilizar una red privada virtual (VPN) para proporcionar un acceso seguro a los usuarios.